# New Zealand Cricket
New Zealand Cricket (NZC) ist der nationale Dachverband für Cricket in Neuseeland. Der im Jahr 1894 gegründete Verband hat seinen Sitz in Christchurch. Seit 1926 vertritt er Neuseeland beim Weltverband International Cricket Council (ICC) als Vollmitglied und beim Kontinentalverband ICC East Asia-Pacific.

## Geschichte
Die Gründung des Verbandes New Zealand Cricket Council (NZCC) erfolgte am 27. Dezember 1894. Am 31. Mai 1926 wurde der neuseeländische Verband, zusammen mit seinen indischen und westindischen Äquivalenten, Vollmitglied der Imperial Cricket Conference (heute International Cricket Council, ICC), die zuvor nur aus dem Marylebone Cricket Club (MCC) und Vertretern aus Australien sowie Südafrika bestanden hatte.

## Aufgabe
New Zealand Cricket stellt die Neuseeland vertretenden Cricket-Nationalmannschaften, einschließlich der für die Männer, Frauen und Jugend zusammen. Der Verband ist außerdem verantwortlich für die Durchführung von Test-, ODI- und T20I-Serien gegen andere Nationalmannschaften sowie die Organisation von Heimspielen und -turnieren. Neben der Aufstellung des Teams ist er verantwortlich für den Kartenverkauf, der Gewinnung von Sponsoren und der Vermarktung der Medienrechte.
Daneben organisiert der Verband das Kinder- und Jugend-Cricket in Neuseeland. Wie andere Cricketnationen verfügt Neuseeland über U-19-Nationalmannschaften für Jungen und Mädchen, die an den entsprechenden Weltmeisterschaften (Jungen und Mädchen) teilnehmen. Die zweite Nationalmannschaft Neuseelands bildet New Zealand A, deren Spiele über First-Class- bzw. List-A-Status verfügen.
Der Verband organisiert auch den nationalen Spielbetrieb. So betreibt er mit der HRV Cup eine kommerzielle Franchise-Liga. Darüber hinaus organisiert er die traditionsreiche Plunket Shield, einen One-Day Cup und den Hawke Cup für Provinzteams.
New Zealand Cricket richtet auch regelmäßig internationale Turniere aus. So war es bereits Gastgeber der Cricket World Cups der Jahre 1992 und 2015 (beide zusammen mit Australien) bei den Männern, sowie der Cricket World Cup der Jahre 1982, 2000 und 2022 bei den Frauen. Es ist geplant, dass Neuseeland zusammen mit Australien den T20 World Cup 2028 austragen wird.